# Cori Bush
Cori Anika Bush (St. Louis, 27 de julho de 1976) é uma política, enfermeira, pastora e ativista estadunidense. Bush é a representante pelo 1.º distrito congressional do Missouri. Em 4 de agosto de 2020, ela derrotou Lacy Clay — que estava no cargo a 10 mandatos — nas eleições primárias da Câmara dos Representantes dos EUA em 2020, avançando para as eleições gerais de novembro no distrito congressional solidamente democrático. Bush é a primeira mulher afro-americana a servir na Câmara dos Representantes dos EUA pelo Missouri. Anteriormente, ela concorreu nas primárias democratas para a eleição de 2018 na Câmara dos Representantes dos EUA para o 1.º distrito congressional de Missouri e para a eleição de 2016 para o Senado dos EUA em Missouri. Ela foi participou do documentário de 2019 da Netflix, Knock Down the House.

## Infância e educação
Bush nasceu e cresceu em St. Louis, Missouri, onde estudou em escolas particulares locais, graduando-se na Cardinal Ritter College Prep High School. Ela estudou na Harris – Stowe State University por um ano (1995–96) antes de obter um diploma de graduação em enfermagem pela Lutheran School of Nursing em 2008.

## Início de carreira
Em 2011, Bush estabeleceu a Igreja Internacional da Embaixada do Reino (Kingdom Embassy International Church) em St. Louis, Missouri. Seu interesse pela política começou após os tumultos em Ferguson em 2014, onde trabalhou como enfermeira de triagem e organizadora. Ela disse que foi agredida pela polícia, pois foi agredida por um policial, mas não foi presa. Bush é um Embaixadora do Nonviolence 365 no King Center for Nonviolent Social Change.
Bush foi candidata à eleição de 2016 para o Senado dos Estados Unidos em Missouri. Nas primárias democratas, ela ficou em um distante segundo lugar, atrás do secretário de Estado Jason Kander. Kander perdeu por pouco a eleição para o atual republicano Roy Blunt.

## Posições políticas
Bush é uma democrata progressista, que apoia políticas como justiça criminal e reforma policial, direito ao aborto, Medicare for All, um salário mínimo de 15 dólares, faculdade estadual gratuita e escola comercial e cancelamento de dívidas estudantis. Ela foi endossada por e é membro dos Socialistas Democratas da América. Bush é uma apoiadora do movimento de Boicote, Desinvestimento e Sanções (BDS).
Durante sua campanha, Bush defendeu o corte de fundos das Forças Armadas dos Estados Unidos. Depois de receber críticas do deputado Kevin McCarthy, Donald Trump Jr. e de um editorial do St. Louis Post-Dispatch, Bush esclareceu que apoiava a realocação de fundos de defesa para a saúde e comunidades de baixa renda.
Em 18 de julho de 2023, ela foi uma dos nove democratas progressistas a votar contra uma resolução não vinculativa do Congresso proposta por August Pfluger, que afirma que "o Estado de Israel não é um estado racista ou de apartheid", que o Congresso rejeita "todas as formas de antissemitismo e xenofobia" e que "os Estados Unidos sempre serão um parceiro e apoiador fiel de Israel". Bush apresentou a Resolução Cessar-fogo Agora no Congresso em 16 de outubro de 2023, com essa medida pedindo um cessar-fogo, bem como maior ajuda humanitária durante a guerra Israel-Hamas em 2023. Grupos de lobby pró-Israel nos EUA gastaram grandes quantias para derrotar Bush no contexto de suas posições sobre a Guerra Israel-Hamas.

## Vida pessoal
Bush mora em St. Louis, Missouri. Ela é uma mãe divorciada de dois filhos, e os criou enquanto sem-teto.